# 阿尔哈明
阿尔哈明是奥地利上奥地利州林茨兰县的一个市镇。总面积14平方公里，总人口1018人，人口密度72.7人/平方公里（2005年）。